# Rolla Kent Beattie
Pour les articles homonymes, voir Beattie.
Rolla Kent Beattie est un botaniste américain, né en 1875 à Ashland, Ohio et mort en 1960 à Bethesda, Maryland.
Il commence à travailler comme botaniste auprès de Charles Edwin Bessey (1845-1915) à l’université du Nebraska. Il est instructeur, puis professeur de botanique à l’université d'État de Washington de 1899 à 1912 avant de rejoindre le ministère américain de l’Agriculture où il travaille sur les maladies forestières jusqu’à sa retraite en 1946. Au début de sa carrière, il collabore avec Charles Vancouver Piper (1867-1926).

## Source
- Biographie de la Washington State University Libraries (en anglais)